# Долина страха
Долина страха (енгл. The Valley of Fear) је четврти и последњи роман сер Артура Конана Дојла о Шерлоку Холмсу. Лабаво је заснована на агенту агенција Моли Магвајерс и Пинкертон, Џејмсу Макпарланду. Прича је првобитно објављивана у наставцима у часопису The Strand Magazine између септембра 1914. и маја 1915. године. Прво издање књиге заштићено је ауторским правима 1914. године, а први пут ју је објавила компанија George H. Doran у Њујорку 27. фебруара 1915, а илустровао Артур И. Келер.

## Радња
Шерлок Холмс прима шифровану поруку од Фреда Порлока, псеудонимног агента професора Моријартија. Међутим, након што Порлок пошаље поруку, мења мишљење из страха да ће Моријарти открити да је издајник. Одлучује да не пошаље кључ шифре, али шаље Холмсу поруку у којој говори о овој одлуци. Из шифроване поруке и друге белешке, Холмс може да закључи да ово представља шифру књиге и да је књига која се користи за шифровање честа књига, велика (са најмање 534 странице), штампана у две колоне по страници, и стандардизована. Алманах тачно одговара овим условима.
Холмс проба најновије издање Витакеровог алманаха, које је добио само неколико дана раније, али не успева; затим покушава са претходним издањем. Уз овај алманах, Холмс може да дешифрује поруку као упозорење о подлој завери против човека по имену Даглас, сеоског џентлмена који живи у кући Бирлстон. Неколико минута касније, инспектор Макдоналд стиже у Улицу Бејкер 221б са вестима да је господин Џон Даглас, из куће Бирлстон у Сасексу, убијен. Холмс говори Макдоналду о Порлоковом упозорењу, сугеришући да је Моријарти умешан. Међутим, Макдоналд не верује у потпуности да је образовани и поштовани Моријарти злочинац. Холмс, доктор Вотсон и Макдоналд путују у кућу Бирлстон, древну кућу окружену шанцем, да истраже злочин.
Даглас је убијен претходне вечери. Сесил Баркер, чест гост куће Бирлстон, био је у његовој соби у пола једанаест када је чуо пиштољ, према његовом сведочењу. Појурио је доле и затекао Дагласа како лежи у средини собе најближе улазним вратима куће, а на грудима му је лежала пушка. Упуцан је из непосредне близине: када је упуцан у лице, глава му је била разнесена „готово у комаде”. Баркер је брзо отишао у локалну полицијску станицу и обавестио наредника Вилсона, који је био задужен за станицу. Вилсон је пратио Баркера до куће након што је обавестио окружне власти.
Вилсон је одмах почео да истражује случај. Баркер му је скренуо пажњу на отворен прозор и мрљу крви попут трага ђона на прозорској дасци. Покретни мост преко шанца подигнут је у 18:00 часова. Баркер је спекулисао да је убица пре тога ушао преко покретног моста, сакрио се у просторију и отишао поред прозора непосредно након што је убио Дагласа. Јарак је био дубок само неколико стопа и могао се лако прећи. Вилсон је поред леша пронашао картицу са иницијалима „В.В.” а испод њих број 341. Иза завеса пронађени су блатњави отисци чизама, који потврђују Баркерову теорију. На подлактици убијеног човека била је необична ознака, троугао унутар круга; то није била тетоважа, већ жиг. Ова ознака је примећена много пута раније на подлактици Џона Дагласа. Чинило се да је Дагласов венчани прстен скинут са његове руке. Главни детектив из Сасекса, Вајт Мејсон, стигао је у кућу Бирлстон до 3:00 сата ујутру. До 5:45, послао је за Скотланд Јард. Макдоналд је преузео случај и обавестио Холмса јер је мислио да би Холмс био заинтересован. До поднева, Макдоналд, Холмс и Вотсон се састају са Вајтом Мејсоном у Бирлстону.
Холмс, Макдоналд и Вајт Мејсон одлазе на место убиства. Разговарају о случају, слажући се да самоубиство не долази у обзир и да је неко ван куће починио убиство. Баркер верује да је Дагласа прогонило неко тајно друштво и да се он повукао у руралну Енглеску из страха за свој живот. Даглас се оженио након што је стигао у Енглеску пет година раније. Његова прва жена умрла је од тифоида. Упознао се и радио са Баркером у Америци пре него што је отишао у Европу. Нека епизода Дагласовог живота у Америци изазвала је страх за његов живот, а госпођа Даглас је рекла да је њен муж поменуо нешто што се зове „Долина страха”.
Проучавајући Баркерове папуче, Холмс утврђује да је Баркерова ципела оставила траг на прозору, да би дала изглед да је неко тако изашао. У њиховом смештају, Холмс говори Вотсону да Баркер и госпођа Даглас сигурно лажу: догађаји који су испричали били би немогући. Штавише, Холмс сазнаје да је домаћица чула звук, као да су се залупила врата, пола сата пре узбуне; Холмс верује да је овај звук био кобни хитац. Вајт Мејсон и Макдоналд прате бицикл пронађен у кругу куће до Американца који је одсео у пансиону. Чини се да је овај Американац убица, али од човека нема ни трага.
Холмс тражи од Макдоналда да напише писмо Баркеру, у коме ће му рећи да полиција намерава да следећег дана претражи шанац. Те ноћи Холмс, Вотсон, Макдоналд и Вајт Мејсон чекају испред имања Бирлстон и виде Баркера како вади нешто из шанца. Њих четворица јуре Баркера и откривају да се у снопу из шанца налази одећа несталог Американца повезана са бициклом. Баркер одбија да објасни ситуацију. У том тренутку се појављује Даглас, жив и здрав. Он Вотсону предаје писани извештај под називом „Долина страха”, који објашњава зашто се плашио за свој живот.
Даглас објашњава да је уочио свог непријатеља, Теда Болдвина, у том подручју и очекивао напад. Када је Болдвин покушао да упуца Дагласа у његовој радној соби, Даглас је зграбио пиштољ и, у борби, Болдвин је погођен у лице. Уз Баркерову помоћ, Даглас је обукао човека у његову сопствену одећу, изузев Дагласовог венчаног прстена, да би преварио тајно друштво којем су он и Болдвин припадали, пошто су обе руке носиле знак друштва. Баркер и госпођа Даглас су покривали Дагласа, који се крио у тајном одељку у просторији у којој се догодила пуцњава. У интервјуу са Вотсоном, Даглас објашњава да је његово право име било Бирди Едвардс и да је био Пинкертонов детектив у Чикагу. Едвардс се инфилтрирао у банду убица, мештанима познатих као Скаурерси, у долини Вермиса (такође познатој као Долина страха) и привео их правди. Након тога, криминалци су покушали да га убију након што су пуштени из затвора.
Прогоњен, Даглас је побегао у Енглеску, где је упознао и оженио своју другу супругу. Холмс позива Дагласа да напусти Енглеску и упозорава га да нова претња сада виси над њим. Даглас прихвата овај савет, али убрзо након тога, Холмс сазнаје од Баркера да је Даглас изгубљен преко палубе на броду за Африку. Холмс верује да је Моријарти одговоран за Дагласову смрт. Холмс жели да сруши Моријартија, али упозорава Вотсона и Баркера да ће бити потребно неко време да то постигне.

## Позадина
Кућа Бирлстон у роману је уско заснована на Грумбриџ Плејсу у близини Танбриџ Велса, Кент.
Позадина Долине страха била је лабаво заснована на тајном друштву Моли Магвајерс.

## Историја објављивања
Долина страха је објављивана у наставцима у часопису The Strand Magazine од септембра 1914. до маја 1915. године. Овде је објављена са тридесет једном илустрацијом Френка Вајлса. Први пут ју је у облику књиге објавила компанија George H. Doran у Њујорку 27. фебруара 1915, пре него што је серијализација завршена у часопису The Strand. Прво британско издање књиге објавио је Smith, Elder & Co. 3. јуна 1915. године. Као и први роман о Холмсу, Црвена нит, ова књига има два дела. Први део је насловљен „Трагедија Бирлстона”, а други „Скаурерси”.

## Структура и теме
За разлику од многих других романа о Холмсу, са углавном линеарном причом, Дојл је направио Долину страха из „два дела са завршетком и пажљивим сценским елементима страха и терора”.
Роман има низ главних тема, укључујући „проблеме етичке двосмислености”, и покушаје да се озбиљно коментарише терористичка активност као што је профилисана борбом америчких синдиката. Критичари су показали како се америчке синдикалне борбе суочавају са сличним питањима у савременој политичкој ситуацији у Ирској.

## Адаптације

### Филм
Неколико филмова је адаптирало ову књигу, међу њима:
- Долина страха (1916), неми филм са Х. А. Сејнтсберијем и Бутом Конвејом у главним улогама.[7]
- Тријумф Шерлока Холмса (1935), британски филм са Артуром Вонтнером у улози Холмса и Ијаном Флемингом као Вотсоном.[8]
- Шерлок Холмс и смртоносна огрлица (1962), иако замишљен као адаптација Долине страха, у финалном филму су остали само мањи елементи приче.
- Шерлок Холмс и долина страха (1984), анимирани филм са Питером О’Тулом који је позајмио глас Холмсу.

### Телевизија
- „Случај пенсилванијског пиштоља” (1954), епизода телевизијске серије Шерлок Холмс (1954–1955) у којој су глумили Роналд Хауард као Холмс и Хауард Мерион-Крофорд као Вотсон.
- „Долина страха”, епизоде 1-2-3 италијанске телевизијске серије Шерлок Холмс (1968) са Нандом Газолом у улози Холмса и Ђанијем Бонагуром као Вотсоном.
- „Машина за злочин”, епизода анимиране серије Шерлок Холмс у 22. веку (1999–2001), са Џејсоном Греј-Стенфордом који је позајмио глас Холмсу и Џоном Пејном у улози Вотсона. Упркос уводној шпици која каже да је епизода инспирисана Долином страха, епизода заправо нема сличности са књигом.
- Једна епизода луткарске телевизијске серије Шерлок Холмс била је лабаво заснована на овој причи.
- „Последњи проблем” (2017), последња епизода 4. сезоне серије Шерлок, помиње Моријартијевог брата који је био шеф станице, иако је првобитну улогу шефа железничке станице заменио за водитеља радио емитовања.

### Радио
Долина страха је била једина прича о Шерлоку Холмсу која није адаптирана за радио-серију из 1930-их Авантуре Шерлока Холмса, и није адаптирана за радио све до 1960. године. Радио адаптације приче укључују:
- Адаптацију станице BBC Home Service из 1960. коју је драматизовао Мајкл Хардвик као део радио серије из 1952–1969, са Карлтон Хобсом и Норманом Шелијем у главним улогама, и са Гарардом Грином као инспектором Мејсоном.[10]
- Адаптацију станице BBC Radio 4 из 1986. у којој су глумили Тим Пигот-Смит као Холмс и Ендру Хилтон као Вотсон, са Џејмсом Обријем као Дагласом и Едвардом де Соузом као Вајтом Мејсоном. Рој Апс је адаптирао причу.[11]
- Адаптацију Берта Кулса из 1997. као део радио серије из 1989–1998, са Клајвом Мерисоном у улози Холмса, Мајклом Вилијамсом као Вотсоном, Ијаном Гленом као Џоном Дагласом/Макмардом и Роналдом Пикапом као наратором/Моријартијем.[12]
- Радио адаптацију М. Џ. Елиота из 2015. у америчкој серији Класичне авантуре Шерлока Холмса, са Џоном Патриком Лоуријем и Лоренсом Албертом у главним улогама, уз Џефа Стајцера у улози Сесила Баркера.[13]

### Позориште
- Долина страха, популарна сценска адаптација Адријана Флина из 2004.[14] из серије Оксфордских списатеља, за аматерске продукције.[15]